# Кастело ди Чистерна
Кастело ди Чистерна (итал. Castello di Cisterna) је насеље у Италији у округу Напуљ, региону Кампанија.
Према процени из 2011. у насељу је живело 7187 становника. Насеље се налази на надморској висини од 39 м.

## Становништво
| 1931. | 1936. | 1951. | 1961. | 1971. | 1981. | 1991. | 2001. | 2011. |
| ----- | ----- | ----- | ----- | ----- | ----- | ----- | ----- | ----- |
| 2.008 | 2.108 | 2.529 | 2.885 | 2.928 | 3.848 | 6.416 | 6.716 | 7.452 |